# Georges Prêtre
Georges Prêtre (n. 14 august 1924, Waziers, Nord-Pas-de-Calais, Franța – d. 4 ianuarie 2017, Castres, Occitanie, Franța) a fost un dirijor francez.
După terminarea studiilor muzicale la pian și trompetă în Douai, a urmat cursurile de dirijat cu André Cluytens la conservatorul din Paris (Conservatoire national supérieur de musique et de danse de Paris).
A debutat ca dirijor în anul 1946, la vârsta de 22 de ani, la opera din Marseille. Prêtre a fost director general la Opera din Paris (Opéra National de Paris), iar din 1956 director la Opera Comică (Opéra-Comique) din Paris. Între anii 1986–1991 a fost prim-dirijor străin invitat (Erster Gastdirigent) la Filarmonica din Viena. A dirijat în mod regulat orchestrele marilor filarmonici din Europa și America. În anul 1966 a dirijat la festivitatea de redeschidere a Operei Metropolitane (Metropolitan Opera) din New York. În anul 2008 și 2009 a dirijat, la vârsta de peste 80 de ani, Orchestra Filarmonică din Viena la Concertul de Anul Nou, și Teatrul La Fenice (Teatro La Fenice) din Veneția.

## Distincții
- Chevalier, Officer Ordre du Mérite de la République italienne (1975)
- Commandr. Ordre du Mérite de la République italienne (1980)
- Europa Prize (1982)
- Victoire de la Musique Award (cel mai bun dirijor, 1997)